# ベノワ・コウエ
ベノワ・コウエ（フランス語: Benoit CAUET、1969年5月2日 - ）は、フランスの元サッカー選手、サッカー指導者。現役時代のポジションはMF。
オリンピック・マルセイユ、パリ・サンジェルマンFC、インテルナツィオナーレ・ミラノなどでプレーし、インテルではレギュラーも務めたが、代表とは縁がなかった。

## 経歴
オリンピック・マルセイユ時代にはリーグ・アンを1989年と1990年に連覇し、FCナント時代にも1995年に制覇した。クープ・ドゥ・フランスはマルセイユ時代の1989年に、UEFAヨーロッパリーグはインテル時代の1998年に制覇している。また、ブルガリアプロサッカーリーグはPFC CSKAソフィアに在籍した2005年に制覇した。1998年のUEFAヨーロッパリーグの決勝では、途中交代で出場し、3得点目となったロナウドのシュートをアシストした。
現役引退後は、インテルのユースやLBシャトールーの監督を務めた。

## タイトル
オリンピック・マルセイユ
- リーグ・アン: 1988–89, 1989–90
- クープ・ドゥ・フランス: 1988–89

FCナント
- リーグ・アン: 1994–95

インテルナツィオナーレ・ミラノ
- UEFAヨーロッパリーグ: 1997–98

PFC CSKAソフィア
- ブルガリアプロサッカーリーグ: 2005